# Kostel svatého Jana Křtitele (Dvůr Králové nad Labem)
Kostel svatého Jana Křtitele, kostel Narození svatého Jana Křtitele a Panny Marie Ochránkyně města ve Dvoře Králové nad Labem je poutním místem a slouží místní farnosti. Kostel je gotická stavba zbudovaná v letech 1399–1400 na místě starší románské baziliky. Kostel byl v 15. století přestavěn a roku 1644 doplněn věží. Koncem 19. století proběhla puristická přestavba dle návrhu Františka Schmoranze. Kostel je chráněn jako kulturní památka.
Ve věžní kobce kostela roku 1817 nalezl místní kaplan Pankrác Ignác Borč Rukopis královédvorský, který předal Václavu Hankovi.  Pergameny Rukopisu se staly součástí sporu o Rukopisy a od konce 19. století byly považovány za padělek.

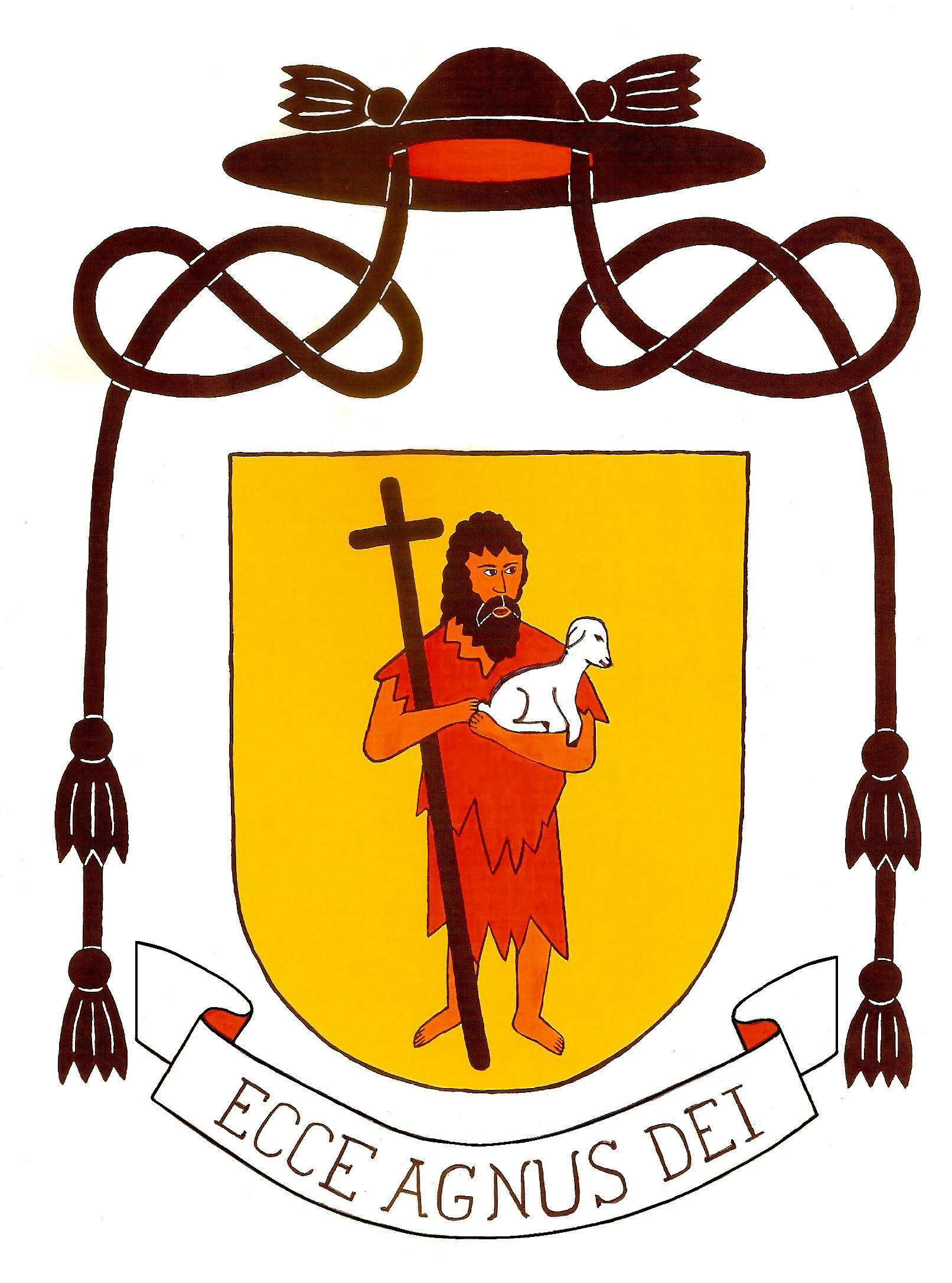
Znak Římskokatolické farnosti Děkanství Dvůr Králové nad Labem

## Historie

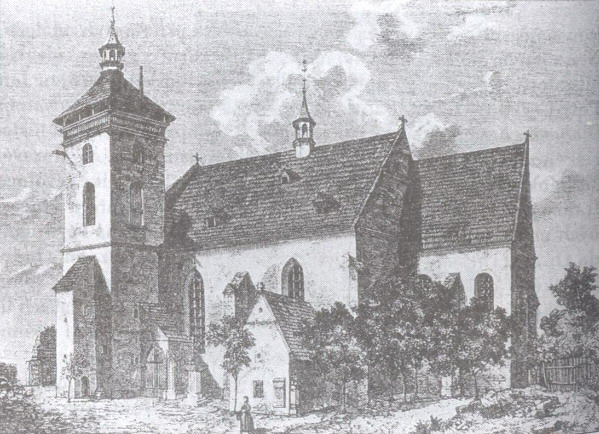
Podoba kostela před novogotickou úpravou

Kostel svatého Jana Křtitele byl postaven v gotickém slohu v letech 1399–1400 na místě starší románské baziliky ze 13. století, z níž se zachovala apsida a zlomky architektonických článků. Nový kostel dala postavit manželka krále Václava IV., Žofie Bavorská, která byla paní královou (Dvůr paní králové). Na královnu byla korunována v roce 1400. Dnešní kněžiště bylo postaveno s kostelem v 15. století, později po požáru dostavěno. V letech 1411–1773 byl kostel zasvěcen sv. Kateřině Alexandrijské. V roce 1644 byla vystavěna vysoká hranolová věž, doplněná dřevěným ochozem, kde byl byt pověžného. 5. září 1773 kostel znovu vysvětil královéhradecký světící (pomocný) biskup Matouš (Matyáš) František hrabě Chorinský z Ledské a zasvětil opět sv. Janu Křtiteli. Mezi lety 1893–1900 byl kostel regotizován (podle projektu arch. Františka Schmoranze stavitelem Eduardem Thymem a věž zvýšena na 64 metrů. Na ochozu byl postaven byt pověžného. Na severní straně kostela nejsou z důvodu městského opevnění žádná okna, pouze jedno s obrazem Panny Marie Královny, které bylo zhotoveno v roce 1901. V roce 2007 zorganizoval farář Jan Czekala opravy chrámového interiéru, při kterých bylo objeveno několik archeologických nálezů.

## Exteriér

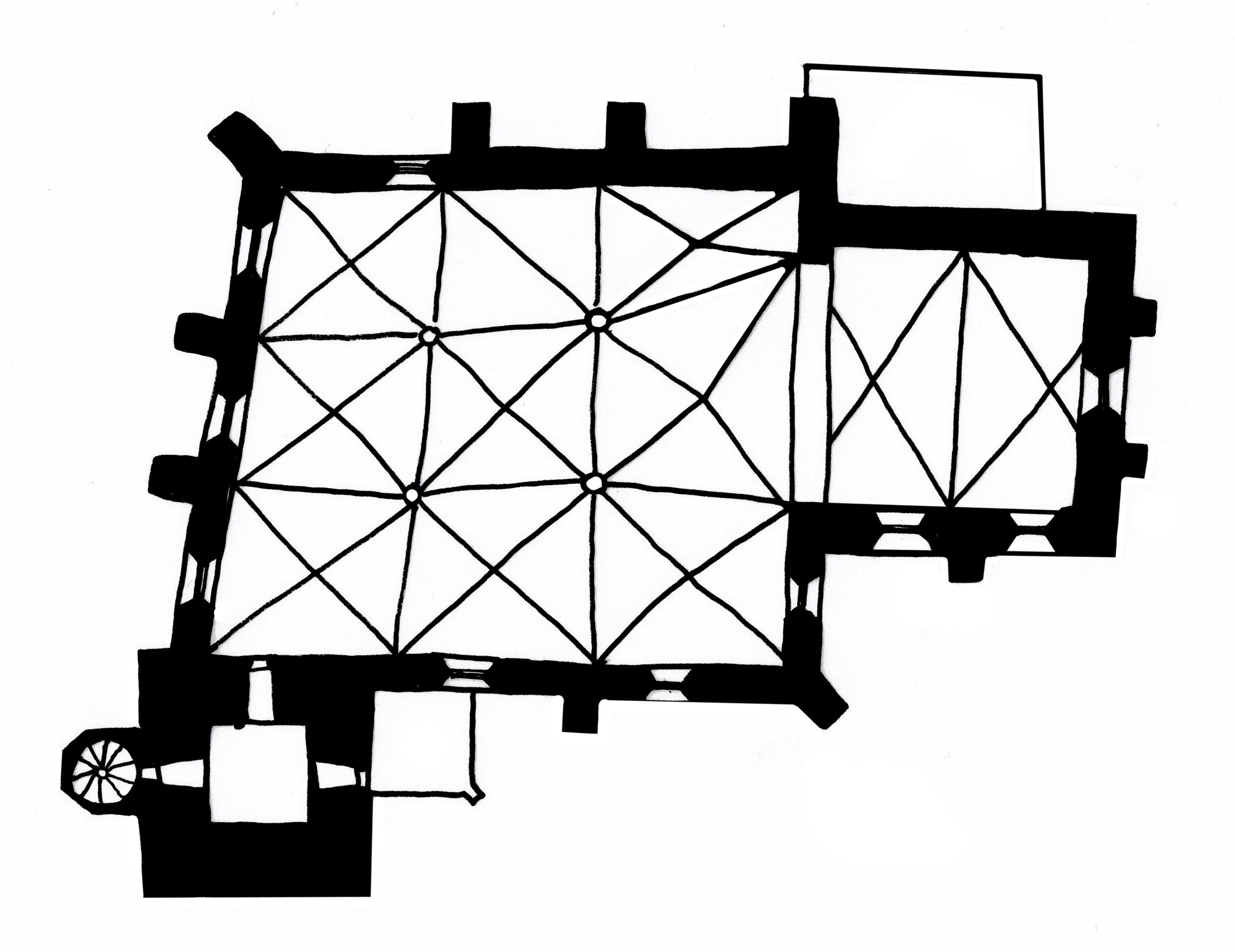
Půdorys kostela

Kostel svatého Jana Křtitele má nepravidelný půdorys, síňové trojlodí je na východě ukončeno presbytářem, se sakristií na severní straně. Na jižní straně trojlodí se nachází čtvercová předsíň a na jihozápadním nároží hranolová věž.
Trojlodní kostel je orientován. Na všech stranách je použit vnější opěrný systém. Fasáda je bez dekorace, zdivo je pouze omítnuté. Do kostela vedou tři vchody, jeden do sakristie a jeden vede do věže. Na severní straně je raně gotický lomený portál, který má výžlabky s hruškovcem a silnějším oblounem na patce malého polygonálního soklu. Sokl má kalichovitou hlavici porostlou listy a nízkou krycí desku. Hlavní portál, který je mezi Dořinou a dřevěnou předsíní je lomený a profilovaný výžlabky, hruškovcem a oblounem na vysokém soklu. Z východu vede obdélný portál do sakristie a na jihu jsou dva gotické portály, jeden vede do Dořiny předsíně, je zdobený výžlabky které končí na konzolách, druhý vede do jižní lodi, je lomený a zdobený výžlabky. Do věže vede portál obdélný. Střecha kostela je sedlová, střecha sakristie pultová. Věž má na svých rozích nárožní vížky. Okno na východní straně presbytáře je zaoblené a osvětluje vitrínu v oltáři. Okna v jižní straně presbytáře jsou také zaoblená, jedno znázorňuje Boha Otce, sv. Václava a sv. Terezii Velikou (z Avily, od Ježíše), druhé zobrazuje křest Ježíše v řece Jordánu. V jižní lodi na jižní straně se nachází dvě lomená okna, na východní straně pak kružba s plaménkovým vzorem. V západní stěně kostela jsou tři lomená okna a v severní stěně pouze jedno okno. Okna v prvním patře věže jsou zaoblená, okna v druhém patře jsou lomená a zdobená trojlisty. V jihovýchodním rohu se nachází pozůstatky apsidy, která byla vystavěna kvádříkovou technikou. Zdivo z původní apsidy bylo znovu použito při pozdější dostavbě kostela, svědčí o tom vlnkovitý obloučkový vlys a zubořez v severní zdi nynější stavby.

## Interiér

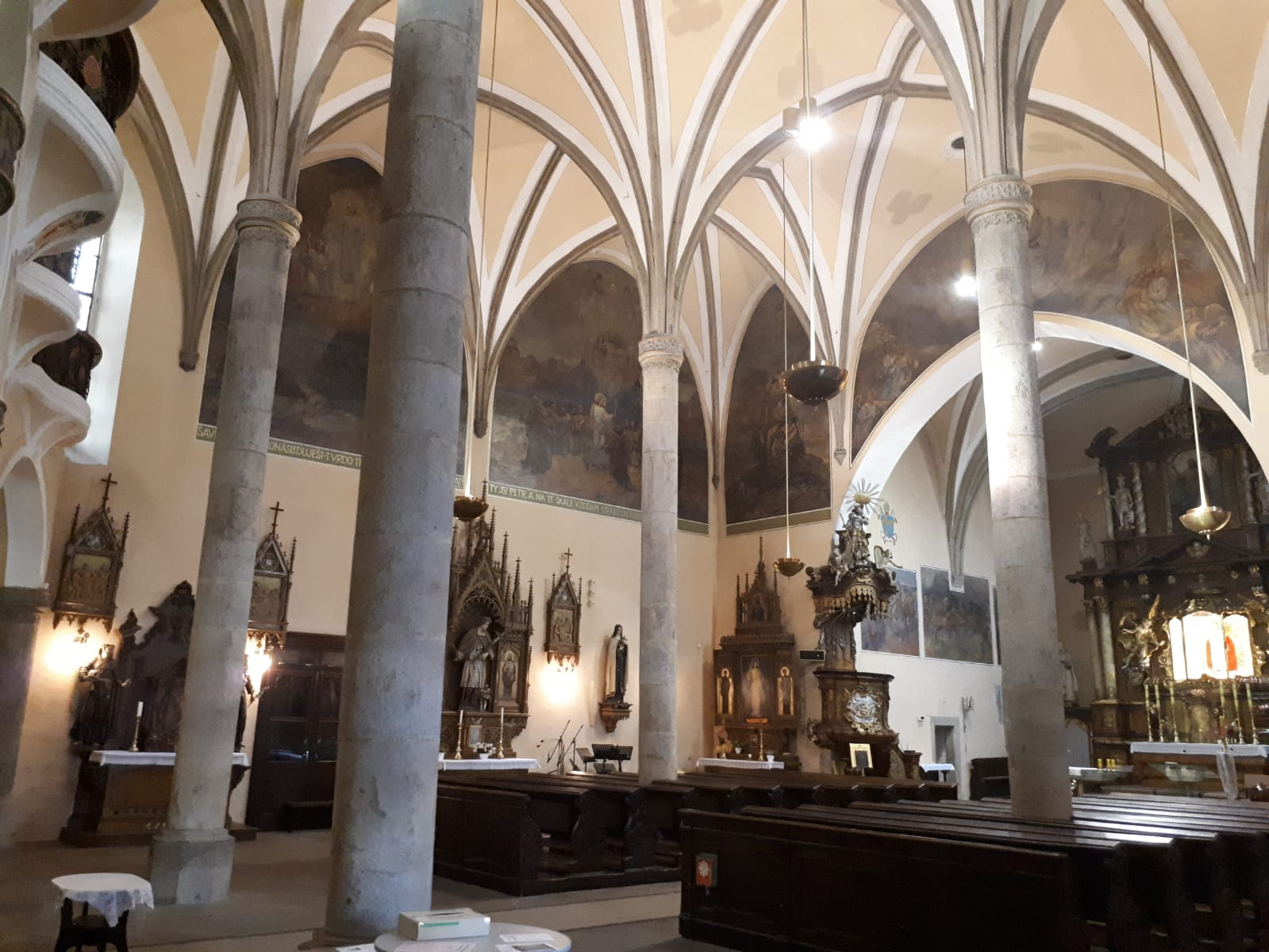
Interiér

Vstup do kostela je z jižní strany do Dořiny předsíně dřevěnými dveřmi zhotovenými v letech 1893–1900. Předsíň je zaklenuta křížovou klenbou s žebry klínového profilu. Do dřevěné části předsíně, která byla postavena v roce 1900 se vstupuje gotickým portálem, který byl roku 1700 osazen barokními dubovými dveřmi s původním kováním a plastikami. Prostor chrámu je rozdělen dvěma páry sloupů na tři lodě. Trojlodí je zaklenuto křížovou klenbou, žebra jsou prostě vyžlabená. Konzoly v trojlodí jsou jehlancovité, dvě jsou s maskou a jedna je kružbová. Klenba je podpíraná dvěma páry oblých sloupů. Sloupy mají pásmo kružbového panelování a dvě vyžlabení, pod nimi je pás obloučků ukončený liliemi. Každý sloup končí polygonálním soklem. Kůr je podepřen čtyřmi sloupy tvořícími arkádu. Uprostřed arkády je namalován znak Děkanství-farnosti sv. Jana Křtitele. Triumfální oblouk mezi hlavní lodí a presbytářem je lomený a neprofilovaný. Presbytář je zaklenut křížovou klenbou s klínovými vyžlabenými žebry, konzoly jsou pseudogotické. Na křížení nejblíže k oltáři se nachází svorník s křížem se svatozáří na příčném žebru je svorník s růží a na třetím původní znak města. Za hlavním oltářem končí jedno z žeber vytesanou hlavou stavitele. V severní stěně presbytáře se nachází vchod do sakristie, která je zaklenutá valenou klenbou. Nad vchodem do sakristie se nachází tři nástěnné malby od malíře Rudolfa Adámka vytvořené v roce 1933. Na nich je vyobrazena záchrana města před Švédy během třicetileté války 21. 11. 1646. Prvním obraz znázorňuje švédského hejtmana, který seká do sochy Panny Marie, na druhém je útěk Švédů v mlze a na třetím děkovné procesí měšťanů. Nad nástěnnými malbami jsou umístěny dva znaky papežů, a to papeže Pia XI. z roku 1934 a papeže sv. Jana Pavla II. z roku 1981. Na jižní straně mezi okny pak znak papeže Benedikta XVI. z roku 2007. Trojlodí je také zdobeno nástěnnými malbami. Obraz umístěný na Vítězném oblouku, oddělujícím presbytář od hlavní lodi, znázorňuje Boha v Nejsvětější Trojici a adorující (klanící se) anděly. Na zdech jižní lodi jsou tři obrazy: Malkísedekova (Melchisedechova) oběť, Poslední večeře Páně a Smrt sv. Josefa. V severní lodi jsou tři obrazy: Obrácení sv. Pavla, Ustanovení apoštola sv. Petra papežem a Obětování Izáka jeho otcem Abrahámem.

### Vybavení kostela

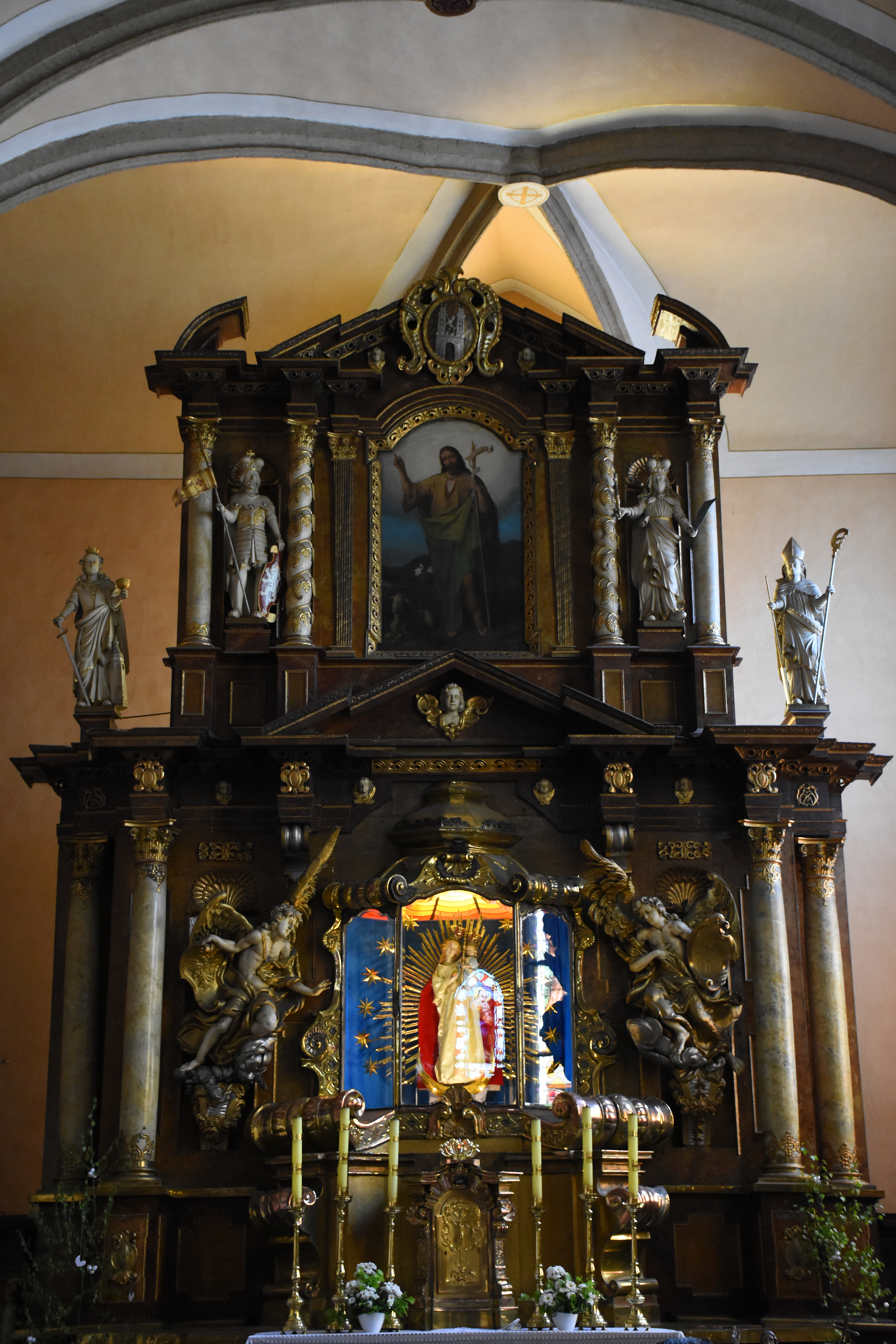
hlavní oltář

V předsíni se nachází kříž z roku 1981 na kterém je korpus z 16. století a náhrobek se znakem rodu Silvarů, který zde byl umístěn v roce 2007, poté co byl nalezen pod dlažbou kostela archeoložkou Mgr. Hanou Burdychovou. Za prosklenými dveřmi dřevěné předsíně se nachází kamenná barokní kropenka, která byla přenesena z kostela Povýšení Sv. Kříže roku 1981. V presbytáři se nachází hlavní barokní oltář s obrazem sv. Jana Křtitele. Základ oltáře z roku 1682 tvoří kamenný stůl překrytý dřevěnou oltářní deskou a dřevěné sloupy, které vypadají jako mramorové. Další část oltáře byla zhotovena v roce 1732, kdy byla vytvořena skleněná vitrína pro sochu Panny Marie Královédvorské a sochy dvou andělů které vytvořil Jiří František Pacák (spolupracovník Matyáše Bernarda Brauna). Jeden anděl drží štít se znakem Rakouského císařství, druhý se znakem města. V roce 1760 byl uprostřed oltáře umístěn rokokový svatostánek na jehož dvířkách je kříž s Ježíšem Kristem. Nad svatostánkem je umístěno věčné světlo symbolizující přítomnost Krista. Biskup Jan Leopold Hay v roce 1782 vložil do oltáře ostatky sv. Jana Nepomuckého. Poslední patro oltáře bylo vytvořeno v roce 1867. Uprostřed je umístěn obraz sv. Jana Křtitele, patrona kostela a města, který namaloval Josef Vojtěch Hellich. Nad obrazem se nachází znak města a po jeho stranách jsou umístěny sloupy zdobené vinnou révou. Oltář byl také doplněn o sochy světců: sv. Barbora, sv. Václav, sv. Ludmila a sv. Vojtěch. V roce 1900 došlo k poslednímu doplnění oltáře. Byly postaveny postranní oblouky a na nich sochy sv. Petra a Pavla. V severní straně presbytáře jsou umístěny dveře do sakristie. Vedle nich je umístěn abak (stolek na přípravu bohoslužebných předmětů). Ten byl zhotoven Petrem Buškem ze Sychrova v roce 1898. Po II. vatikánském koncilu (1962–1965) se místo hlavního oltáře začaly používat tzv. obětní (oltářní) stoly. Tak byl v roce 1979 uprostřed presbytáře umístěn dřevěný obětní stůl. V roce 2007 byl místo něho umístěn nový oltář s románskou mensou. Mensa pochází ze 13. století, v rozích má vytesány templářské křížky. Na nový ambon byla použita kamenná deska ze 14. století. Posvěcení nového ambonu a oltáře se konalo na svátek svaté Ludmily 16. 9. 2007 biskupem královéhradeckým J.Ex. Mons. Dominikem Dukou OP. Biskup vložil do mensy v zapečetěné obálce ostatky biskupa sv. Paulína z Noly, sv. apoštola Petra a s. Ludmily. Pod okny se nachází královská lavice, ve které naposledy seděla česká královna Marie Terezie. Radní lavice, která byla původně vedle ní, se nachází pod kůrem. Na severozápadní straně presbytáře je postavena rokoková kazatelna z roku 1770 od Karla A. Devotyho. V jižní lodi je zavěšen kříž s Ježíšem v nadživotní velikosti, zhotoven roku 1735 Jiřím Františkem Pacákem. Pod křížem je postavena cínová barokní křtitelnice ve tvaru obráceného zvonu na kamenném podstavci z roku 1706. Na stěnách kostela je zavěšena křížová cesta vytvořená Antonínem Suchardou v roce 1899. V západní části kostela pod kůrem je postavena renesanční Pieta z roku 1570 a zpovědní místnost z roku 1982.

### Oltáře v trojlodí

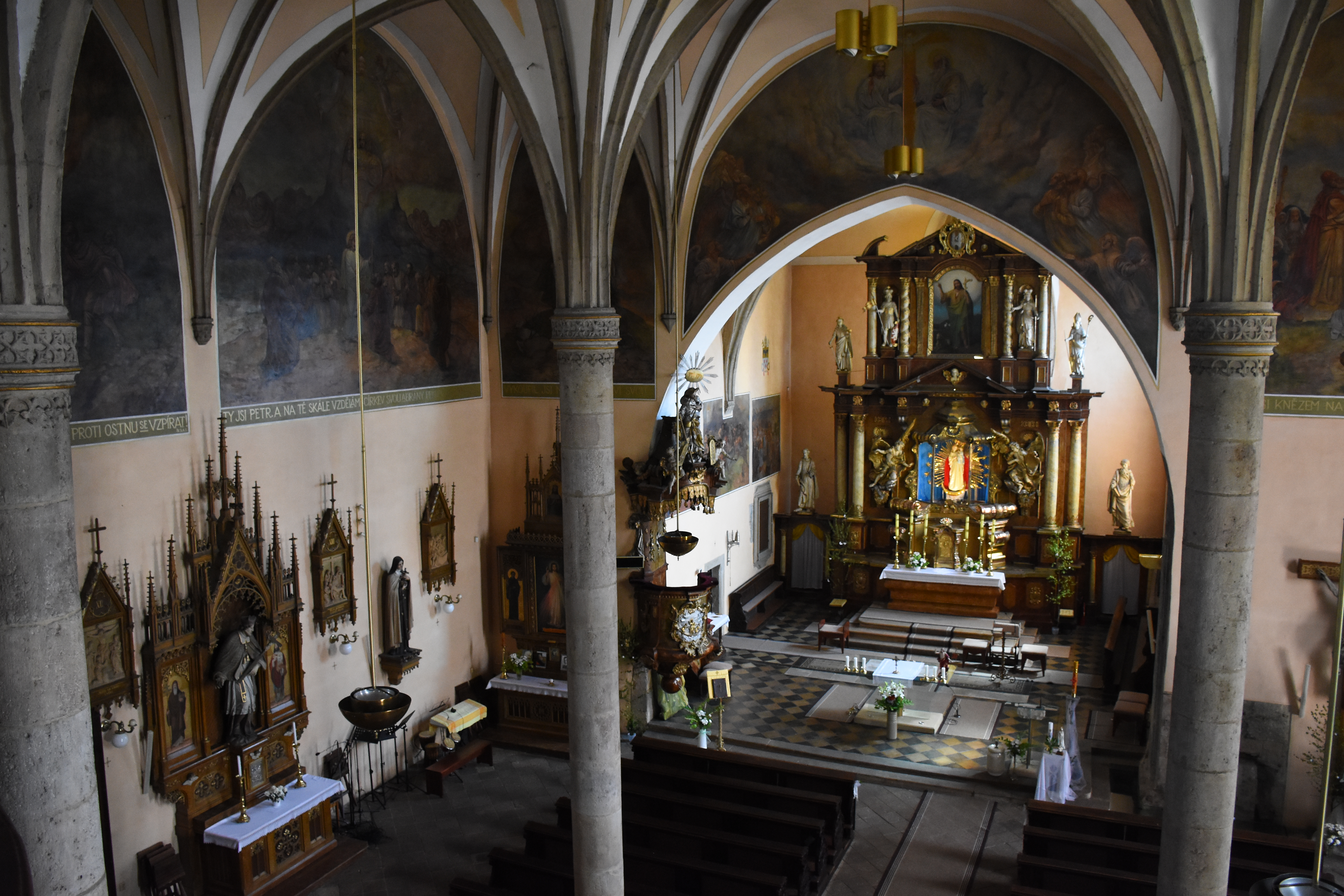
pohled od lodi z kruchty

Původní gotické oltáře se nedochovaly, a barokní oltáře byly v roce 1900 nahrazeny oltáři v novogotickém slohu, zhotovené Petrem Buškem a jeho syny. Oltář Panny Marie Lurdské s postranními obrazy sv. Františka z Assisi a sv. Josefa Pěstouna Páně. Oltář Svatého Kříže zobrazuje Ježíšovo ukřižování, vedle kříže jsou sochy Panny Marie Bolestné sv. Jana Evangelisty. Okolo jsou čtyři obrazy znázorňující: Narození Páně, klanění Tří králů, Zmrtvýchvstání Páně a Nanebevstoupení Páně. Uprostřed oltáře je umístěn svatostánek. Oltář Pražského Jezulátka byl vytvořen po 2. světové válce v pseudobarokním slohu sochařem Antonínem Pekárkem. V prosklené vitríně uprostřed oltáře se nachází kopie sochy Pražského Jezulátka. Ve spodní části se nachází Boží hrob se sochou zemřelého Ježíše. Po stranách oltáře jsou umístěny dvě barokní sochy: sv. František z Assisi a sv. Antonín z Padovy. Další oltář je sv. Jana Nepomuckého s jeho sochou a s postranními obrazy znázorňující sv. Cyrila a Metoděje. Vedle tohoto oltáře je postavena socha sv. Terezie od Dítěte Ježíše. Poslední boční oltář sv. Anny s obrazem Božího milosrdenství z roku 2002. Obraz byl posvěcen v Krakově papežem sv. Janem Pavlem II. Po stranách jsou obrazy sv. Antonína Paduánského a sv. Aloise, na vrcholu je obraz sv. Václava.  Socha sv. Anny z oltáře byla přemístěna vedle oltáře Panny Marie Lurdské.

## Věž
První záznam o věži pochází z roku 1431. V roce 1450 byla po nájezdech Slezanů spolu s kostelem vypálena a obnovena byla až kolem roku 1485. Během třicetileté války bylo v roce 1644 přistavěno první patro s ochozem, kde byl byt pověžného (hlásného), který hlídal město. V roce 1894 byla věž přestavěna do dnešní podoby. Na vrcholu je byt pověžného a krytý ochoz, který je podpírán krakorci. Pod bytem se nachází hodinový stroj s číselníky na všechny světové strany. V roce 1894–1901 bylo postaveno nové schodiště na západní straně věže. Ve věži jsou tyto zvony: Svatý Jan, Umíráček a Poledník. Pod věží se nachází kobka, ve které byla do roku 1945 kaple Božího hrobu, v letech 2002–2022 kaple Panny Marie Bolestné, do které se vstupuje v kostele pod kůrem. Od roku 2022 je v dolní kobce expozice církevních předmětů.

## Kruchta

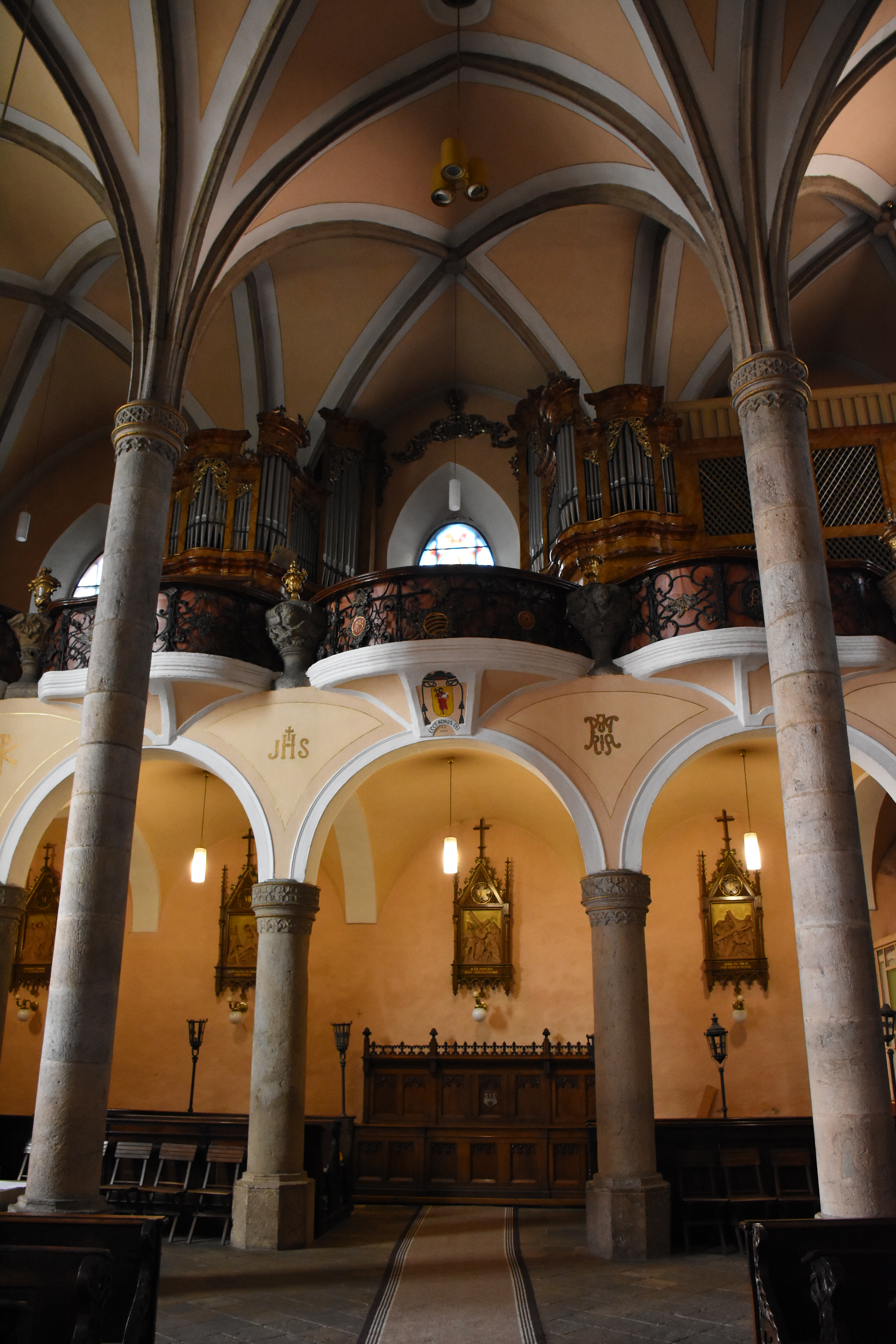
kruchta s varhany

Na věž a na kůr (kruchta) se vstupuje stejným schodištěm. Na kůru se nachází věžní Rukopisná kobka, původně městská pokladna a varhany z roku 1780. V roce 1776 došlo ke zvýšení kůru, a vchod do věžní kobky se dostal pod úroveň podlahy kůru. Vchod do kobky chrání dubové dveře se třemi zámky. V roce 1817 zde kaplan Pankrác Ignác Borč a Václav Hanka našli Rukopis královédvorský. Jedná se o 7 pergamenových listů o rozměrech 12 × 7–8 cm, na kterých je 14 písní, oslavujících bájné české hrdiny.

## Chronologický přehled historie kostela
| Letopočet          | Událost |
| ------------------ | --- |
| asi 1230           | stavba románského kostela (basiliky) zasvěceného sv. Janu Křtiteli                                                                                                   |
| 1270               | první zmínka o městě Curia (Dvůr) a faráři Gottfriedovi (Bohumírovi)                                                                                                 |
| 1345               | stavba menšího gotického kostela |
| 1359               | instalován gotický boční oltář Panny Marie |
| 1380               | další přestavba gotického kostela |
| 1399–1400          | stavba současného chrámu sv. Jana Křtitele |
| 1411               | hlavní oltář a kostel zasvěcen sv. Kateřině |
| 1450               | požár kostela a jeho oprava |
| 1486               | stavba presbytáře |
| 1500               | zhotoveno kamenné sanctuarium (svatostánek) |
| 1505               | odlit zvon Jan (Křtitel) zvaný hrubý (velký) |
| 1508               | odlit zvon Umíráček |
| 1519               | odlit zvon Dominikal (nedělník, lat. Dominica = neděle) – přelit v roce 1625                                                                                         |
| 1527               | zhotoveny pozdně gotické boční oltáře |
| 1540               | odlit zvon Poledník zvaný Čapek |
| 1588               | postavena předsíň kostela zvaná Dořina, postavena na náklady měšťanky Doroty Hložické                                                                                |
| 1606               | postavena boční kaple zvaná Hartmanova, postavena na náklady Jana Hartmana z Hartnštejna (zbořena r. 1897)                                                           |
| 1644               | zvýšena věž od římsy po krytý ochoz s bytem pověžného |
| 1668               | odlit zvon Činčálek (přenesen z kostela Sv. Kříže v r. 1683) |
| 1670–1674          | instalovány boční barokní oltáře |
| 1674               | zhotoven barokní hlavní oltář |
| 1700               | zhotoveny barokní dveře kostela |
| 1706               | odlita křtitelnice |
| 1731               | zhotoveny kostelní lavice |
| 1732               | předělán hlavní oltář pro sochu Panny Marie Ochránkyni města |
| 1735               | zhotoven velký barokní kříž na oltář Sv. Kříže |
| 1737               | misie kněze Antonína Koniáše SJ |
| 1747               | odlit malý zvon Jiří zvaný Jiříček |
| 1751               | odlit zvon Barbora – přelit v r. 1879 |
| 1759               | namalovány barokní obrazy křížové cesty od Jana Václava Bergla |
| 1760               | zhotoven rokokový svatostánek na hlavním oltáři |
| 1770               | zhotovena rokoková kazatelna |
| 1770–1780          | instalovány barokní varhany |
| 1773               | opraven kostel 5. září 1773 znovu zasvěcen sv. Janu Křtiteli |
| 1776               | kostelní dřevěný kůr byl zvýšen a postaven z kamene |
| 1778               | zhotoveno barokní zábradlí |
| 1807               | oprava sanktusové věžičky |
| 16. 9. 1817        | nalezen Rukopis královédvorský (RK) |
| 1826–1827          | oprava velké věže a sanktusové věžičky |
| 1835               | předělaná věžní báň |
| 1846               | instalován boční oltář sv. Václava |
| 1862               | zasazena pamětní deska o nálezu RK |
| 1863               | zhotovena nová sanktusová věžička |
| 1867               | zvýšen hlavní oltář se sochami sv. Václava, Ludmily, Barbory, Vojtěcha. Uprostřed je oltářní obraz sv. Jana Křtitele od Josefa Hellicha                              |
| 1892               | oprava střechy presbytáře |
| 1893–1900          | oprava chrámu a přestavba věže |
| 1894               | zbořeno jižní schodiště na kůr, zvýšena věž na současných 64 metrů a instalovány věžní hodiny                                                                        |
| 1895               | oprava střechy kostela a sanktusové věžičky |
| 1896               | oprava střechy nad presbytářem |
| 1897               | oprava střechy kněžiště, zboření Hartmanovy kaple |
| 1899               | zbořeny všechny boční oltáře v kostele |
| 1899–1900          | instalovány nové pseudogotické boční oltáře a sochy sv. Petra a Pavla na hlavním oltáři                                                                              |
| 1899               | zhotovena pseudogotická křížová cesta od Ant. Suchardy |
| 1907               | návštěva Mikoláše Alše, který namaloval obraz královédvorského kostela před přestavbou dle fotografie                                                                |
| 1911               | objeveny zbytky románské apsidy Antonínem Schulzem |
| 1916               | sňaty zvony Dominikal, Barbora, Činčálek a Jiří pro válečné účely (viz Rekvírování zvonů)                                                                            |
| 1921–1924          | kostel zabrán pro bohoslužby nově vzniklé církve Církve československé (husitské)                                                                                    |
| 1.8.1933–11.3.1934 | generální oprava kostela a věže |
| 1933               | namalovány nástěnné obrazy od Rudolfa Adámka a odlity dva nové zvony: Božské Srdce Páně — sv. Václav a Neposkvrněné Srdce Panny Marie — sv. Terezie od Dítěte Ježíše |
| 1942               | dva nové zvony sňaty pro účely 2. světové války (viz Rekvírování zvonů)                                                                                              |
| 1945               | zhotoven a instalován pseudobarokní boční oltář Pražského Jezulátka jako památník dětským obětem 2. světové války                                                    |
| 1960               | připevněny ochranné mříže na okna kostela |
| 1.5.1981–13.9.1981 | generální oprava interiéru kostela |
| 1982               | zbořeny 2 zpovědnice a postavena zpovědní místnost |
| 1988               | oprava věže |
| 1990               | oprava exteriéru a střechy kostela |
| 16.4.–9.9.2007     | generální oprava interiéru kostela |

## Přehled duchovních správců
- 1945–1956 P. František Resler (14. 3. 1912 – 26. 8. 1985) (děkan)
- 1956–1979 P. Antonín Říkovský (24. 11. 1914 – 20. 1. 1980) (děkan)
- 1979–1991 P. František Beneš SDB (* 29. 11. 1947 – 23.10. 2017) (děkan)
- 1991–1996 P. Mgr. František Hofman OMelit. cap. Mag. (administrátor děkanství)
- 1996–2001 P. Józef Pleszcyński MSF-Misionáři Svaté Rodiny (29. 9. 1944 – 3. 8. 2001) (administrátor děkanství)
- 2001–2016 P. Jan Andrzej Czekala MSF (děkan)
- 2016–2020 P. Andrzej Deniziak MSF (administrátor děkanství)
- 2020–2021 P. Marek Poláčik SVD – Societas Verbi Divini / Společnost Božího Slova (administrátor děkanství)
- 2021–        P. Petr Stejskal CCN-Communauté du Chemin Neuf

## Poutní místo

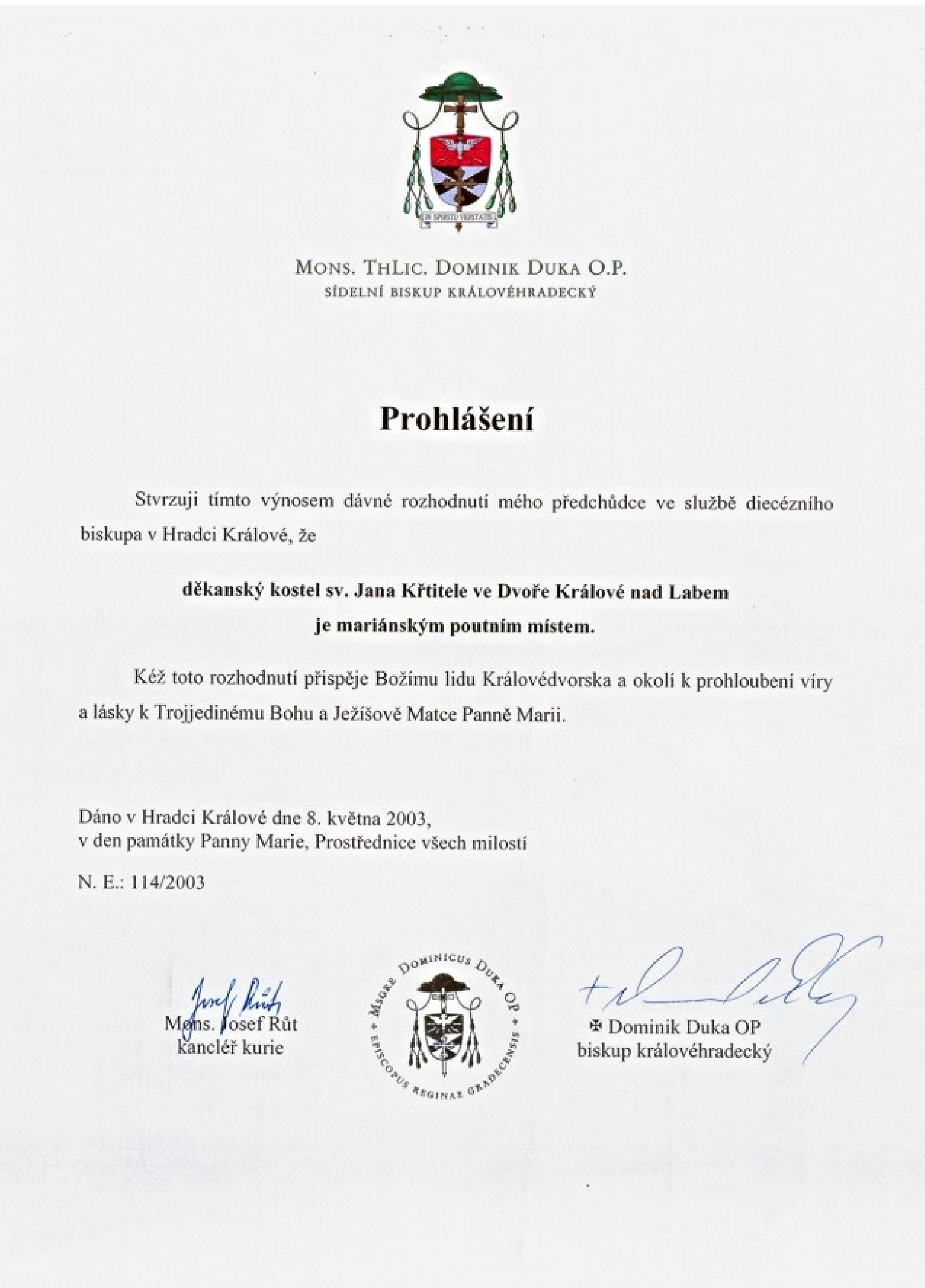
Dekret o poutním kostele

- Dekret o poutním kosteleNa hlavním oltáři v kostele stojí socha Panny Marie Ochránkyně zvaná Madona královédvorská. Díky této sošce bylo v roce 1646 město zachráněno od švédského drancování. Socha byla postavena na mostě a obyvatelé se k ní chodili modlit. K městu se blížila švédská vojenská četa, všichni obyvatelé se uzavřeli za hradbami a u sochy zůstala dívka Marie Dobrotová (Bonaventurová). Cestou k mostu přijížděli vojáci a u sochy uviděli dívku, která jim utekla a švédský hejtman ze vzteku rozsekl sochu mečem. V tu chvíli se spustila tak hustá mlha, že jeden neviděl na druhého. V této mlze ve velkém strachu a zmatku prchli vojáci od města. Dívka Marie Dobrotová vzala rozpůlenou sochu a donesla ji do města, kde všem pověděla o události na mostě.
- Socha Panny Marie byla později umístěna na hlavní oltář v kostele sv. Jana Křtitele. Po skončení třicetileté války začali v roce 1651 putovat první poutníci. 20. června 1671 biskup královéhradecký Jan Bedřich z Valdštejna vydal dekret o tom, že kostel sv. Jana Křtitele je mariánským poutním místem. Toto rozhodnutí potvrdil 8.5.2003 biskup královéhradecký Mons. Dominik Duka OP.

## Zajímavosti
- Obraz kostela před přestavbou namaloval Mikoláš Aleš. Na obraze je vidět křestní kaple Jana Hartmana z roku 1606 a vnější schodiště na věž.
- Rukopis královédvorský. Ve věžní kobce kostela dne 16. září 1817 nalezl kaplan Pankrác Ignác Borč a Václav Hanka pergamenové listy, nazvané podle místa nálezu Rukopis královédvorský, který obsahuje české písně z doby středověku. Rukopis byl národními obrozenci považován za záznam starodávných českých epických a lyrických básní. Později se stal součástí sporů o Rukopisy a od konce 19. století byl považován za padělek.
- Oltářní mensa. Při rekonstrukci kostela v roce 2007 byla nalezena původní kamenná oltářní mensa (deska) z románské baziliky, kterou královéhradecký biskup Dominik Duka 16. září 2007 posvětil a vložil do ní ostatky sv. apoštola Petra, biskupa sv. Paulína z Noly a české patronky sv. kněžny Ludmily. Na závěr slavnostní bohoslužby biskup Dominik Duka vložil do chórového sloupu pamětní schránku – tubus, který obsahuje bankovky a mince z roku 2007 a list se jmény osob, kteří se podíleli na rekonstrukci.

## Fotogalerie

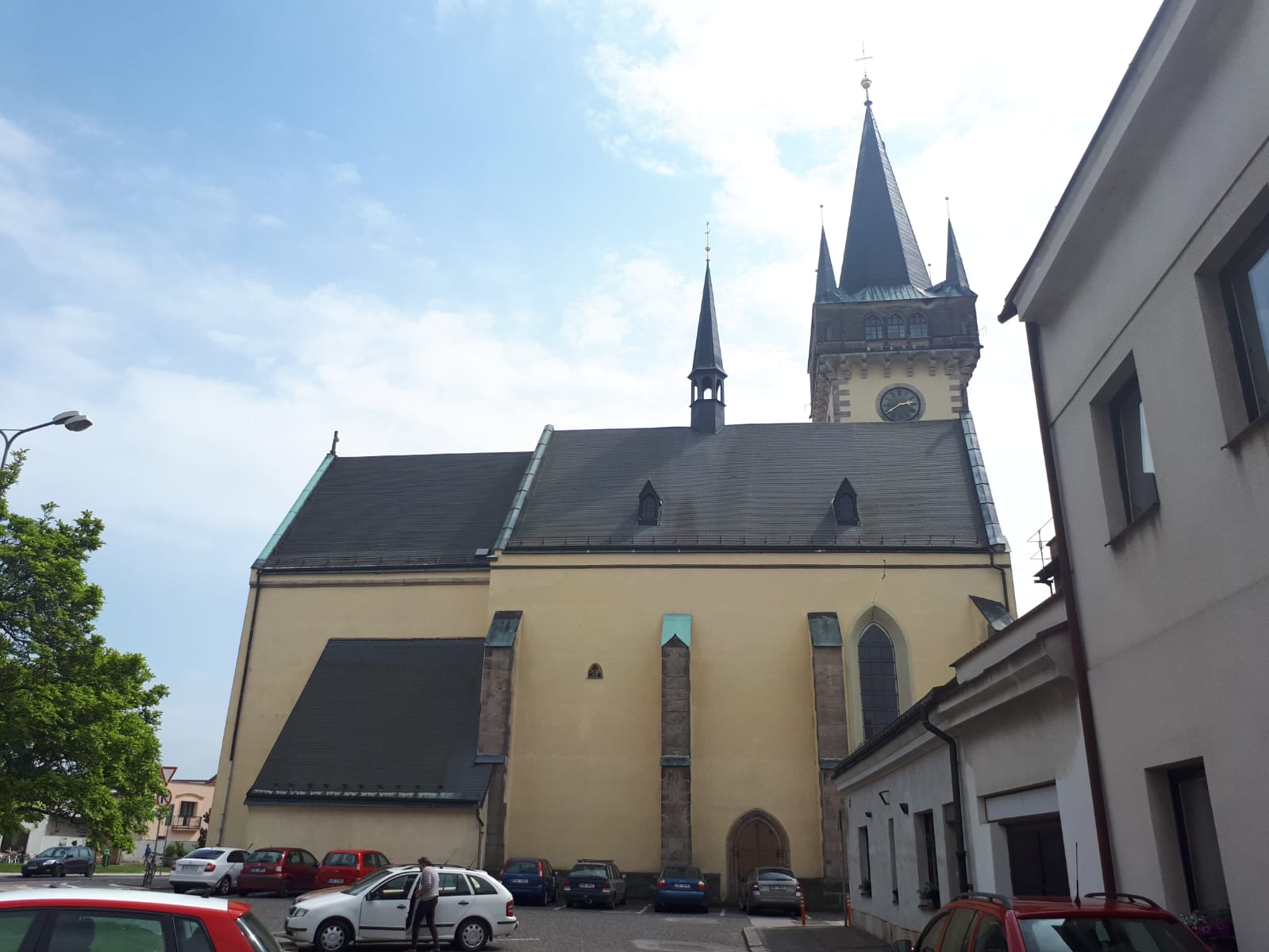
Severní zeď
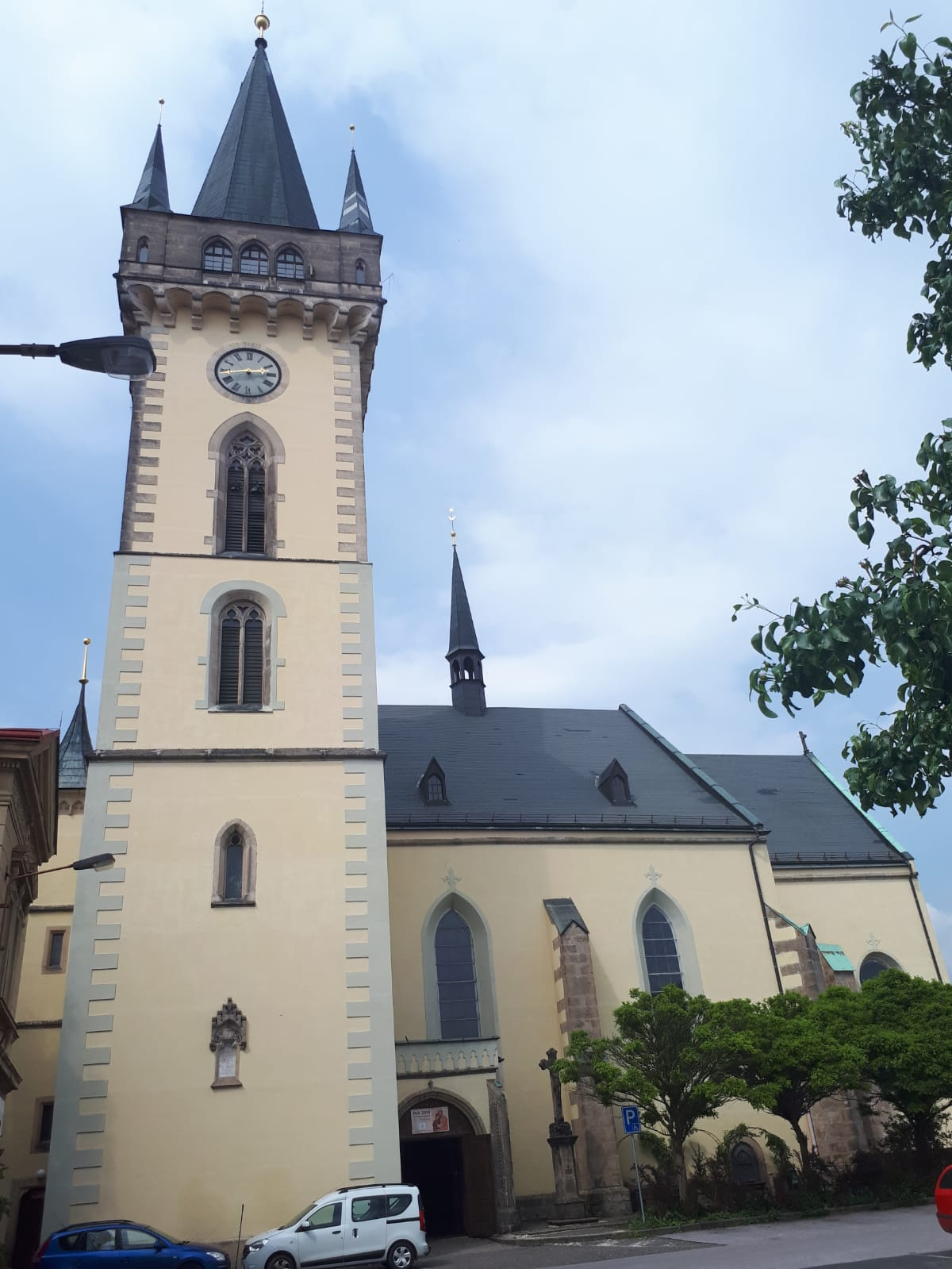
Věž z jižní strany
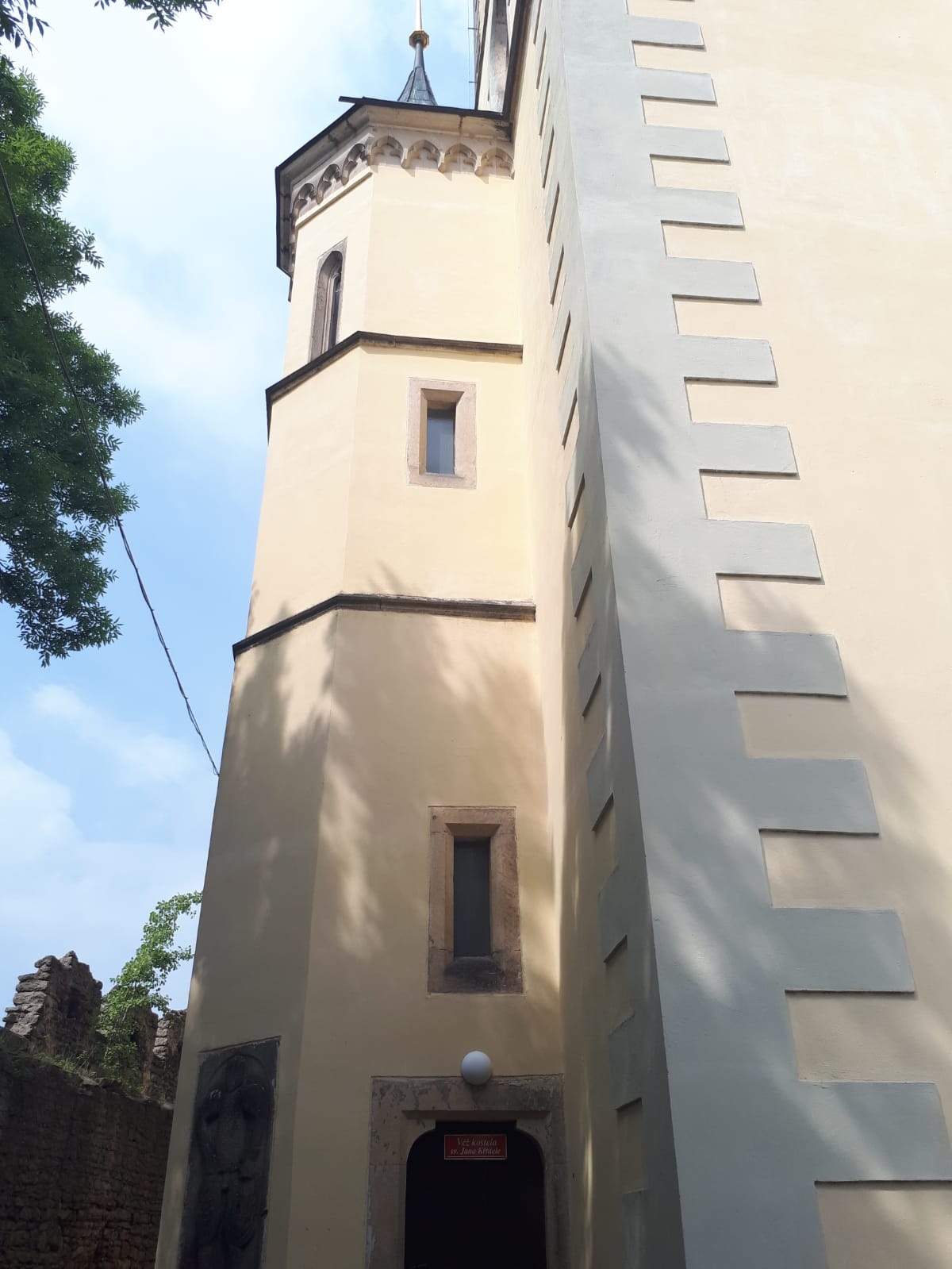
Vstup do věže
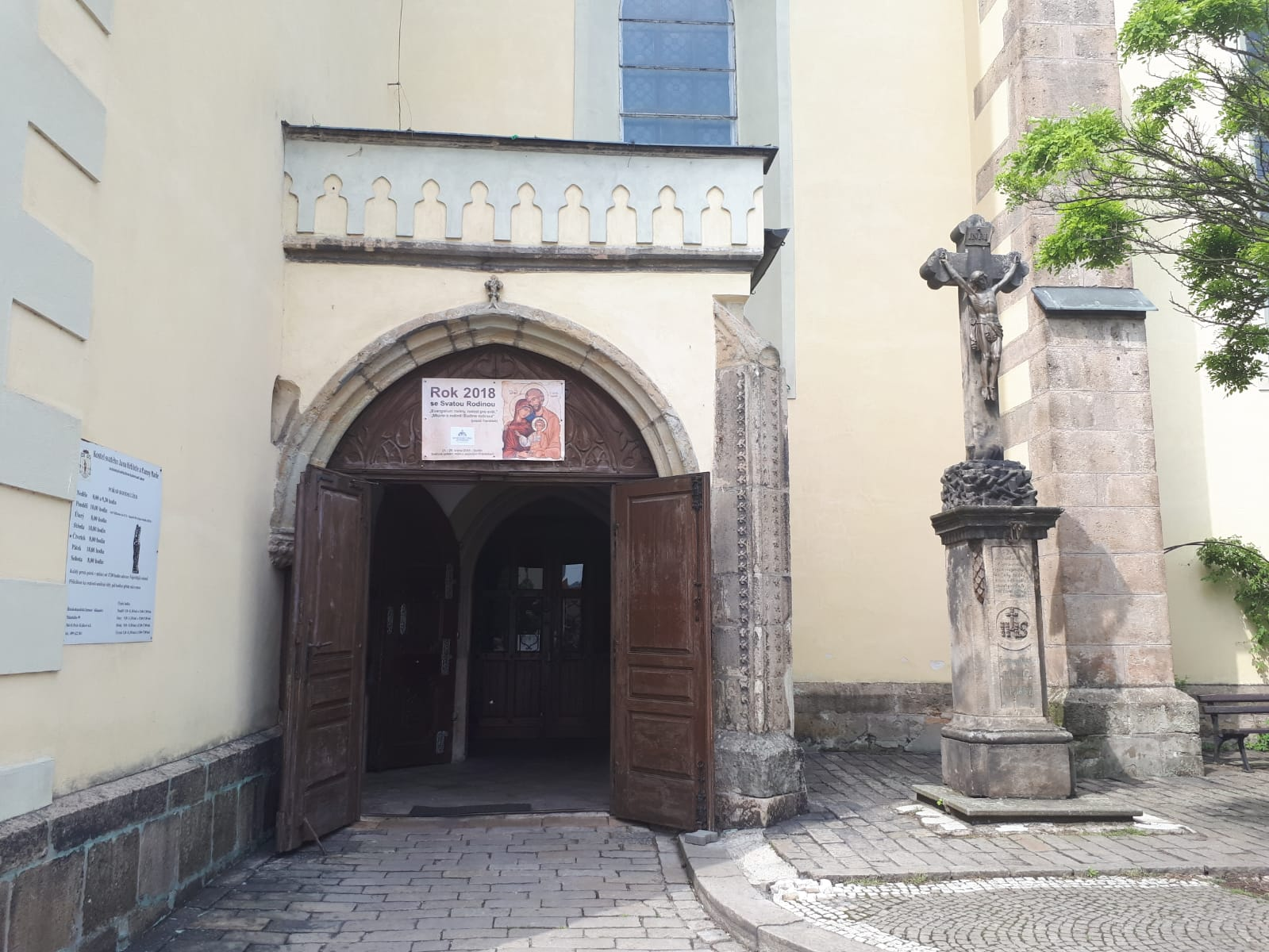
vstup do kostela
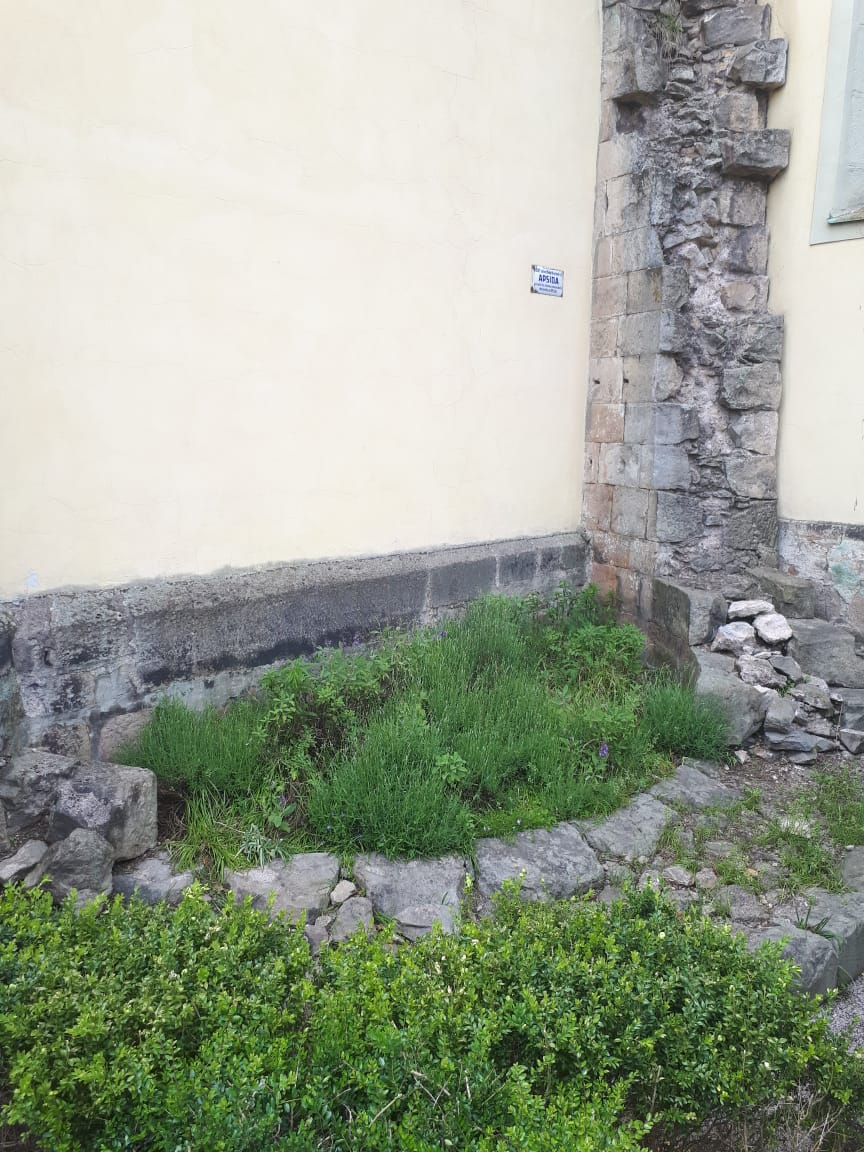
pozůstatek apsidy
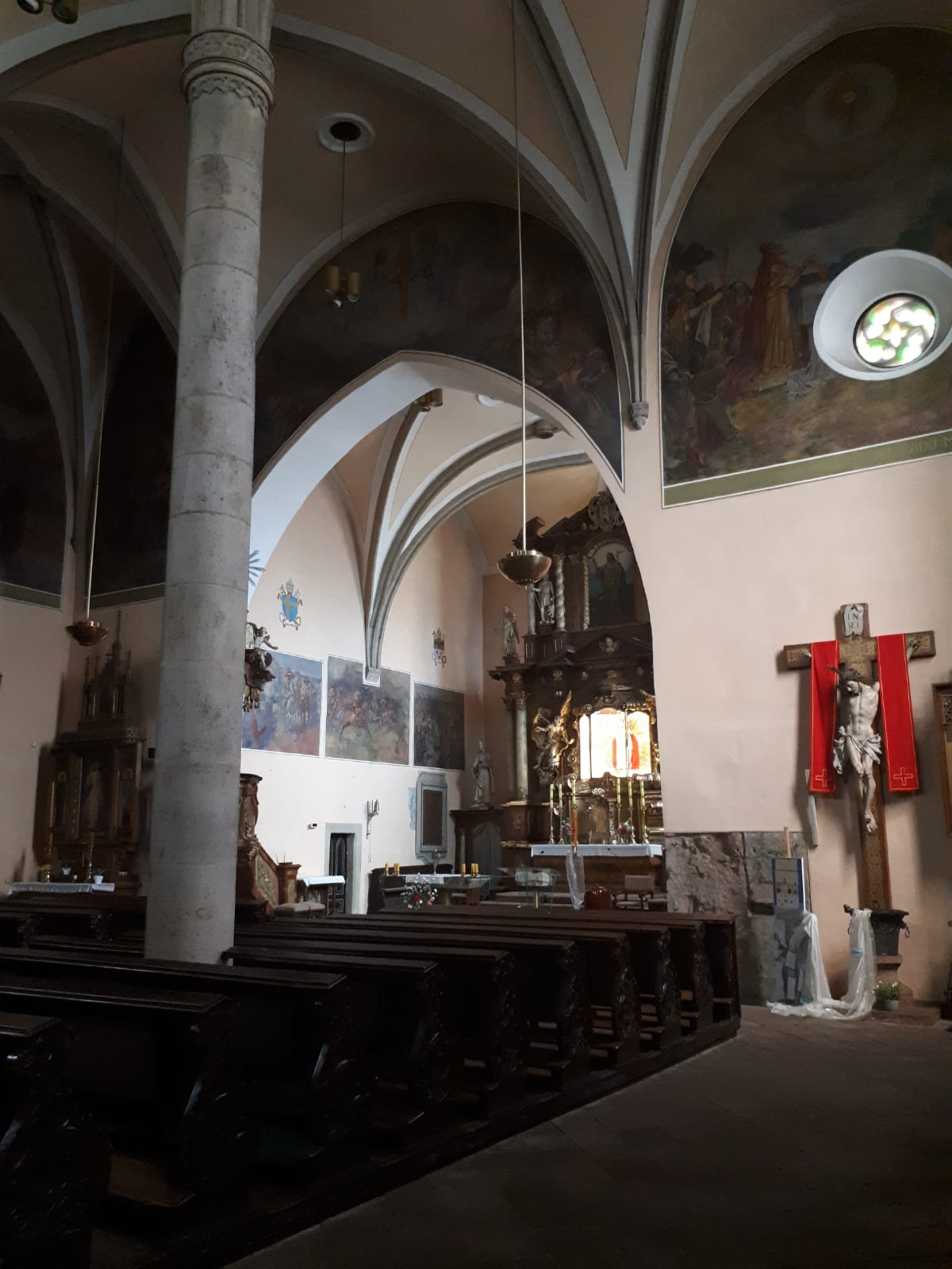
Pohled na kružbu
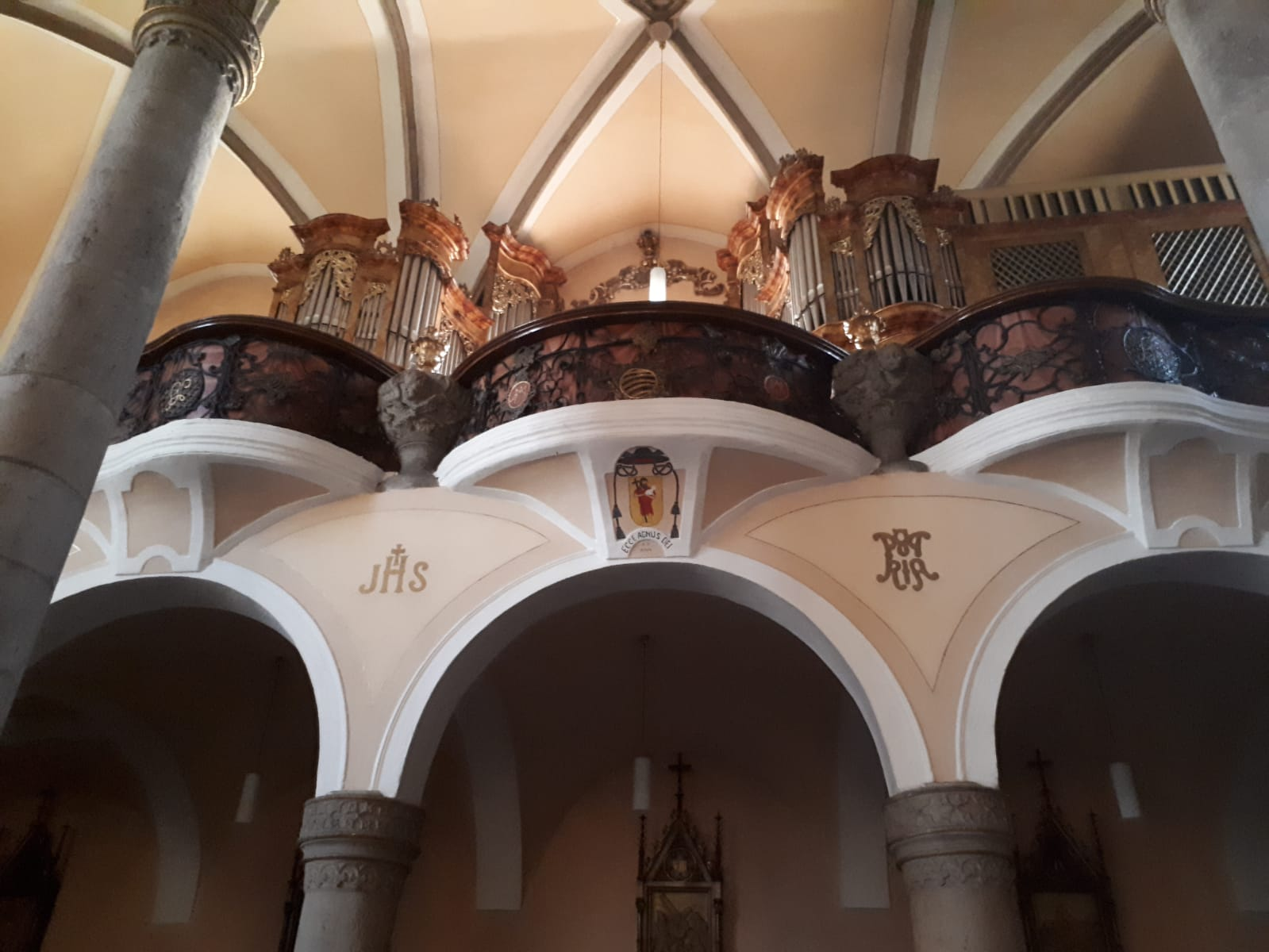
Pohled na kůr
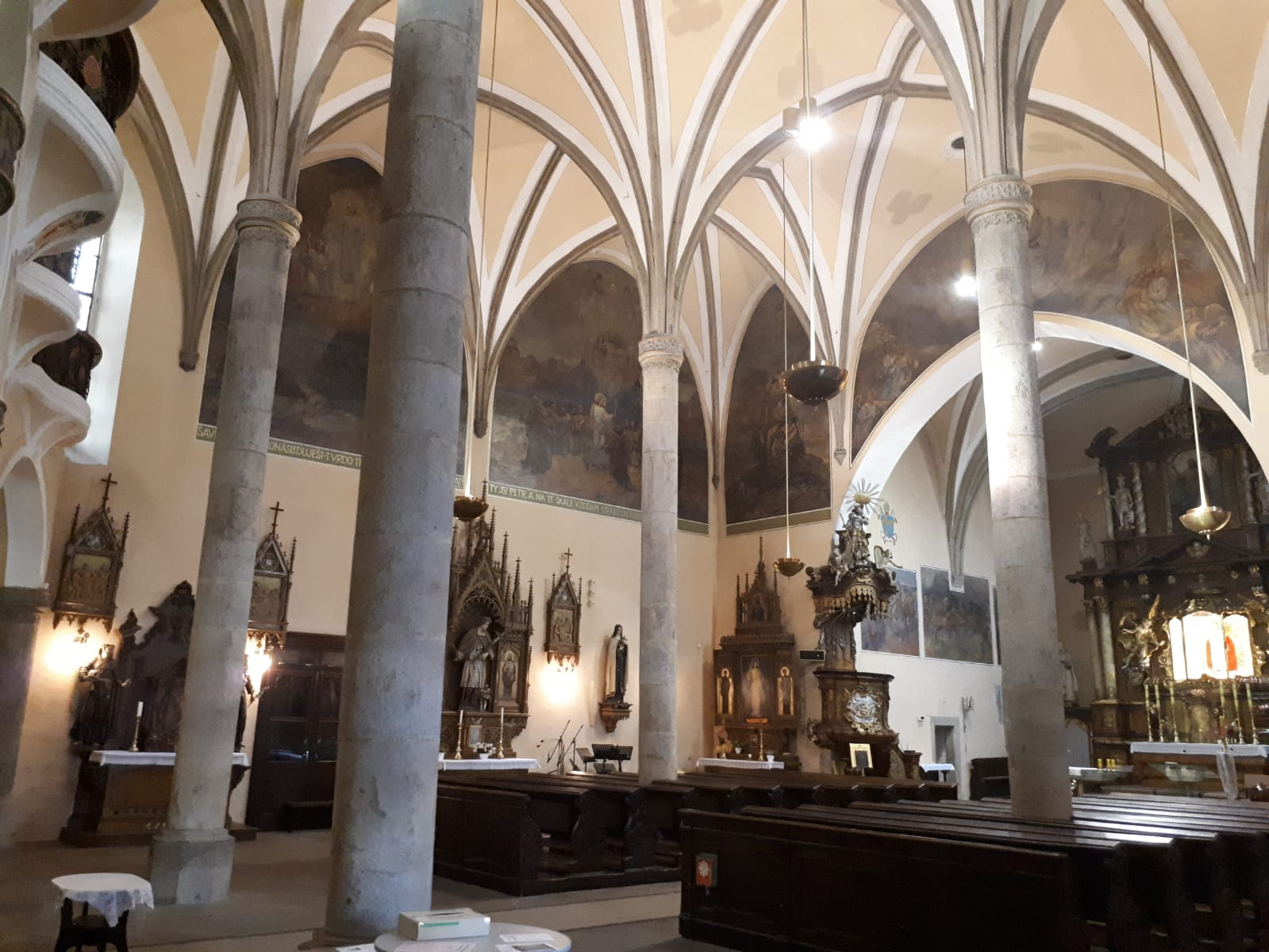
Interiér
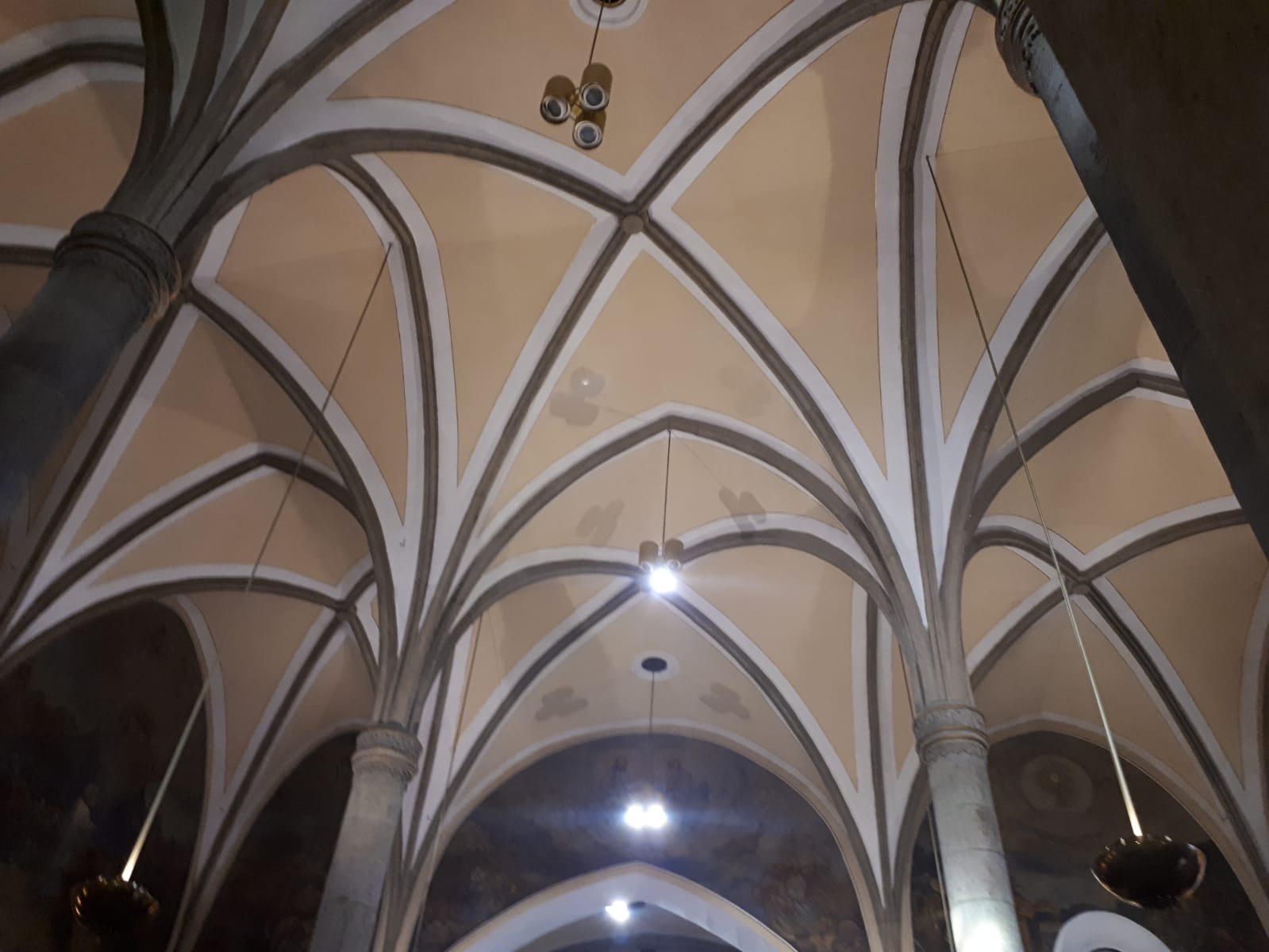
Klenby
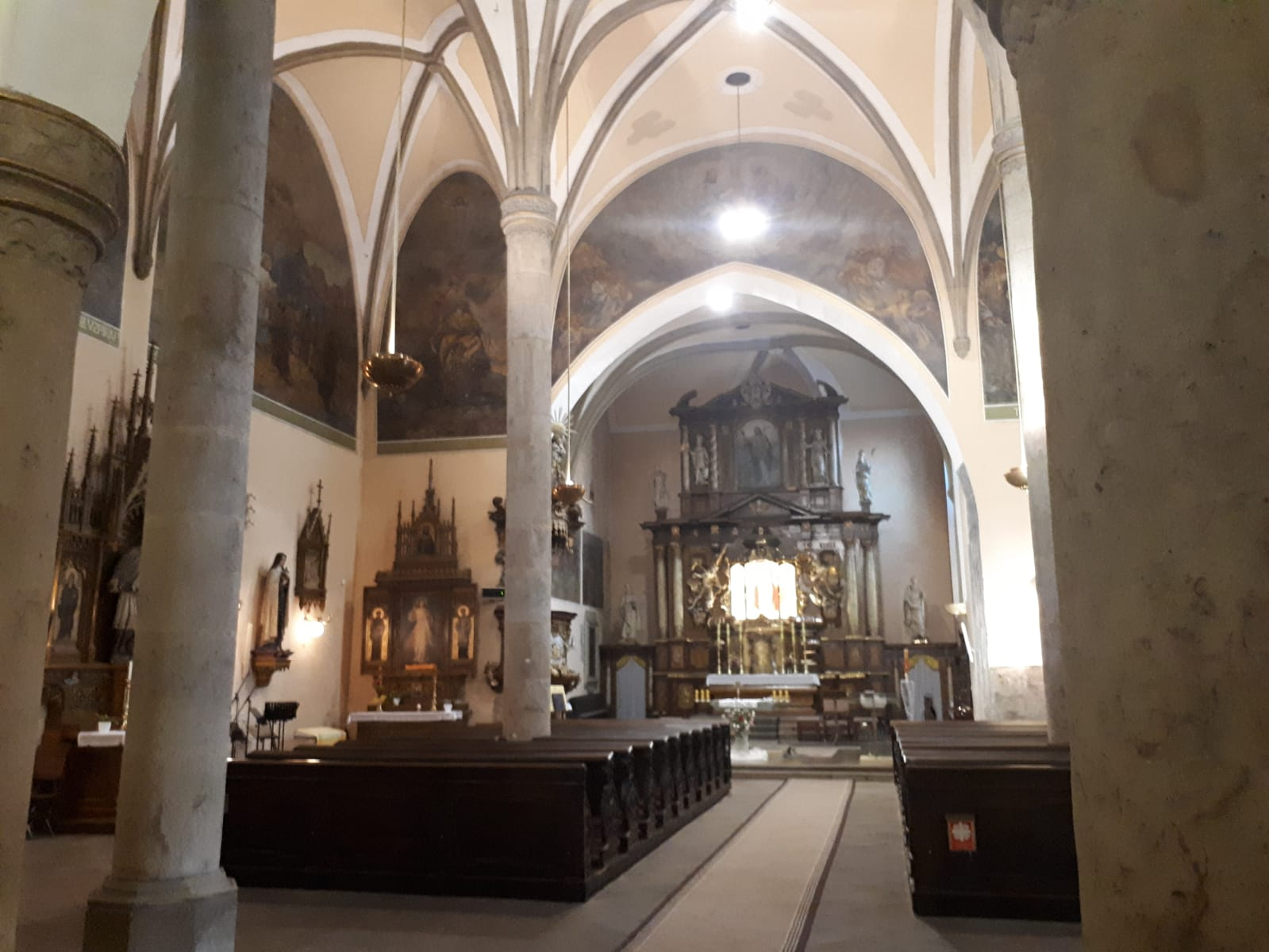
Pohled na presbytář